# زنبق گوش‌خرگوشی
زنبق گوش‌خرگوشی (نام علمی: Iris laevigata) نام یک گونه از سرده زنبق است.